# Apomecyna excavatipennis
Apomecyna excavatipennis là một loài bọ cánh cứng trong họ Cerambycidae.